# Лазів (Мазовецьке воєводство)
Лазів, або Лазув (пол. Łazów) — село в Польщі, у гміні Стердинь Соколівського повіту Мазовецького воєводства. Населення — 222 особи (2011).

## Історія
1523 року вперше згадується православна церква в селі.
За даними етнографічної експедиції 1869—1870 років під керівництвом Павла Чубинського, у селі переважно проживали римо-католики, меншою мірою — греко-католики, які здебільшого розмовляли українською мовою.
У 1975—1998 роках село належало до Седлецького воєводства.

## Населення
Демографічна структура станом на 31 березня 2011 року:
|          | Загалом | Допрацездатний вік | Працездатний вік | Постпрацездатний вік |
| -------- | ------- | ------------------ | ---------------- | -------------------- |
| Чоловіки | 110     | 22                 | 65               | 23                   |
| Жінки    | 112     | 23                 | 57               | 32                   |
| Разом    | 222     | 45                 | 122              | 55                   |